# Süderheistedt
Süderheistedt ist eine Gemeinde im Kreis Dithmarschen in Schleswig-Holstein.

## Geografie
Die Gemeinde liegt in der Eider-Treene-Niederung nahe der Kreisstadt Heide an der Landesstraße 150.
Die Gemeinde gliedert sich in die Ortsteile Aukrug, Hägen und Süderheistedt.

## Geschichte
Am 1. April 1934 wurde die Kirchspielslandgemeinde Hennstedt aufgelöst. Alle ihre Dorfschaften, Dorfgemeinden und Bauerschaften wurden zu selbständigen Gemeinden/Landgemeinden, so auch Süderheistedt.
Am 1. Januar 2009 fusionierte die Gemeinde Süderheistedt mit der Gemeinde Hägen.

## Politik

### Gemeindevertretung
Bei der Kommunalwahl am 14. Mai 2023 wurden insgesamt neun Sitze vergeben. Diese fielen erneut alle an die Wählergemeinschaft Süderheistedt. Die Wahlbeteiligung betrug 55,5 %.

### Wappen
Blasonierung: „Über silbernem Schildfuß mit jochförmiger Teilungslinie, darin zwei abgekehrte, an den Stielen gekreuzte grüne Eichenblätter, die eine grüne Eichel einschließen, in verwechselten Farben ein bewurzelter Lindenbaum mit kreuzweise verschlungenen Zweigen, in deren ausgesparter Mitte sich eine natürlich tingierte Elster niederlässt.“
Die gewellte Teilungslinie oberhalb des Schildfußes deutet die Broklandsau an, die das Gemeindegebiet großenteils eingrenzt. Diese Teilung des Wappens ist zugleich eine Anspielung auf die geographische Lage der Gemeinde: Einerseits verfügt das Gemeindegebiet in der Auniederung über tief gelegene Moorflächen, andererseits über hochgelegene Geestflächen. Die im Zentrum des Wappens stehende Linde, in deren Mitte eine Elster steht, gibt den so genannten „Dithmarscher Wunderbaum“ wieder, der einstmals in Süderheistedt gestanden hat, was durch Kartenmaterial aus der frühen Neuzeit bestätigt wird. Nach einer sagenhaften Überlieferung knüpften sich an den mächtigen alten Baum, dessen Äste sonderbarerweise kreuzweise standen, manche Absonderlichkeiten. Als „Freiheitsbaum“ galt er deshalb, weil es von ihm hieß, er werde solange grünen, wie Dithmarschens Freiheit besteht. Er ist damit auch als Symbol des Dithmarscher Freiheitsstolzes anzusehen. Als das Land durch die Letzte Fehde im 1559 die Freiheit verlor, nachdem die Truppen der Fürsten die Befestigungsschanzen an der Aubrücke bei Süderheistedt in unmittelbarer Nähe des Baumes überwunden hatten, verdorrte entsprechend dieser Weissagung der Baum in den folgenden Jahren. Nach einer alten Prophezeiung wird Dithmarschen die Freiheit aber zurückerlangen, wenn eine Elster auf dem Baum brütet und fünf weiße Jungen aufziehen und der Baum sodann von neuem ergrünen wird. Diese Prophezeiung trat allerdings niemals ein, zudem ist der Baum nicht mehr vorhanden. Durch die Darstellung des „Wunderbaumes“ mit der wiederbelebenden Elster in ihrem Wappen will die Gemeinde dieses symbolisch ändern und wird auch für die Anpflanzung eines jungen Baumes an der alten Stelle Sorge tragen. Die grüne Hintergrundfarbe spielt zum einen auf die ländliche Prägung der Gemeinde an und verkörpert zum anderen die vorhandene Landwirtschaft mit ihrer überwiegend weidewirtschaftlichen Nutzungsformen. Darüber hinaus soll die grüne Tingierung den Bezug zum gemeindlichen Wald herstellen. Die zwei Eichenblätter nebst ihrer Frucht, die sich im Wappenfuß kreuzen, versinnbildlichen das Süderheistedter Wahrzeichen, den Vogelstangenberg. Dieser ist ein Platz im Zentrum des Dorfes, der mit sehr alten Eichen bestanden ist. Dieser Platz verkörpert nicht nur für die Vogelgilde, sondern auch für die anderen aktiven Vereine die gelebten und gepflegten Traditionen des Ortes. Hier haben die Feste des Dorfes oft ihren Höhepunkt. Die gekreuzte Stellung der Blätter verdeutlicht dabei die Eintracht der Vereine untereinander und die Frucht (Eichel) deren Lebendigkeit.

## Wirtschaft und Infrastruktur
Von 1905 bis 1937 hatte der Ort einen Bahnanschluss mit der Kreisbahn Norderdithmarschen.

## Kultur und Sehenswürdigkeiten
Im Dorfzentrum, dem Vogelstangenberg, befindet sich die letzte erhaltene Vogelstange in Dithmarschen. Die noch heute bestehende Papagoyengilde, die das Vogelschießen ausrichtet, besteht seit mindestens 1621. Das Schießen wird allerdings heute aus Sicherheitsgründen außerhalb des Dorfkerns durchgeführt.